# Millene Karine Fernandes Arruda
Millene Karine Fernandes Arruda, citata semplicemente anche come Millene o Mih (Cacoal, 13 dicembre 1994), è una calciatrice brasiliana, attaccante del Corinthians e della nazionale brasiliana.

## Carriera

### Nazionale
Nel novembre 2016 Millene viene convocata dalla ct Emily Lima per indossare la maglia della nazionale brasiliana in occasione del Torneio Internacional de Manaus 2016, dove ha fatto il suo debutto il 7 dicembre, rilevando Débinha al 64' nella netta vittoria per 6-0 sul Costa Rica.
Con l'arrivo di Vadão sulla panchina delle verdeoro, dopo che il nuovo ct l'ha impiegata nella vittoriosa amichevole del 29 novembre 2017, 3-0 sul Cile, l'ha inserita nella rosa della squadra che affronta l'edizione 2018 della Coppa America, dove ha collezionato due presenze. Il 13 aprile 2018 ha segnato il suo primo gol internazionale nella vittoria per 7-0 contro la Bolivia allo stadio Francisco Sánchez Rumoroso, la sua ottava apparizione internazionale contribuendo alla conquista della settima Copa América Femenina per il Brasile, vittoria valida anche per la qualificazione al Mondiale di Francia 2019.
Dopo non essere riuscita a entrare nella rosa delle convocate per Francia 2019 nonostante il suo continuo stato di forma, non ha fatto un'altra apparizione internazionale fino al Torneio Internacional Cidade de São Paulo dell'agosto 2019 sotto la guida della nuova ct Pia Sundhage.

## Palmarès

### Competizioni nazionali
- Campeonato Brasileiro Série A1 Feminino: 3

Rio Preto: 2015
Corinthians: 2018, 2023
- Supercoppa del Brasile: 1

Corinthians: 2023

### Competizioni statali
- Campionato Paulista: 3

Rio Preto: 2017
Corinthians: 2019, 2021

### Competizioni internazionali
- Coppa Libertadores: 2

Corinthians: 2019, 2023

### Nazionale
- Coppa America: 1

2018